# Fußball-Bezirksklasse Schleswig-Holstein 1936/37
Die Fußball-Bezirksklasse Schleswig-Holstein 1936/37 war die vierte Saison der Fußball-Bezirksklasse Schleswig-Holstein im Sportgau Nordmark. Sie diente als eine von drei zweitklassigen Bezirksklassen als Unterbau der Gauliga Nordmark. Alle Staffelmeister dieser drei Unterbau-Spielklassen qualifizierten sich für eine spätere Aufstiegsrunde, in welcher zwei Aufsteiger zur Gauliga Nordmark ausgespielt wurden. Erneut wurde die Spielzeit mittels zweier Staffeln ausgetragen. Wieder als Staffeln West und Ost benannt. Besonderheit war, dass durch den bewussten Tausch Kieler Vereine, hinsichtlich der Staffel-Zugehörigkeit, beide letzt-saisonalen Staffelmeister zusammen in die Staffel West eingegliedert wurden. Absteigen mussten Neuling VfL SW Kellinghusen und SV Alemannia Wilster, (Staffel West), dazu Preußen-Germania Kiel und der VfB Bordesholm 08, (Staffel Ost).

## Geschichte
Auch die Spielklasse 1936/37 war erneut von regionalen Umstrukturierungen betroffen und wurde wieder als Rundenturnier mit Hin-und-Rückspiel ausgetragen. Die Saison begann am 6. September 1936, das letzte Spiel kam am 23. Mai 1937 (Staffel Ost), zur Austragung. Staffelmeister West, der FV Borussia 03 Gaarden und nach Entscheidungs-Duell, der Meister der Staffel Ost 1. SV Schleswig 06, waren für die folgende Aufstiegsrunde zur Gauliga Nordmark 1937/38 qualifiziert. Letzterer erst, nach lange schwelender Protest-Zeit. Keiner von beiden konnte sich anschließend jedoch durchsetzen und beide waren in der nächsten Saison wieder in der Bezirksklasse ansässig. Auch für die nächste Spielzeit entschied man sich die gewohnte Zweier-Staffel-Einteilung beizubehalten. Erneut wurden für die Saison 1937/38 Vereine aus dem Kreis Lübeck in den Bezirk Schleswig-Holstein delegiert, sodass insgesamt erstmals vier Absteiger zu verzeichnen waren. Novum war: Der Ost-Staffel-Meisteritel und damit das Recht zur Gauliga-Aufstiegsrunden-Teilnahme, wurde aufgrund eines lange verhandelten Protest-Einspruchs, erst nachträglich mittels zweier Entscheidungsspiele vergeben. Als Kreisklassen-Aufsteiger qualifizierten sich erstmals der Luftwaffen Sport-Verein Schleswig, SuS Holsatia Elmshorn (aus dem Kreis Groß-Hamburg) und als bekannte BK-Vereins-Institution, der SC Olympia 09 Neumünster.

## Teilnehmer
Aufsteiger aus den Kreisklassen für die nächste Saison:
- Luftwaffen SV Schleswig
- SC Olympia 09 Neumünster
- SuS Holsatia Elmshorn (musste 1937, wie alle holsteinischen Vereine, aus Hamburg nach Schleswig-Holstein wechseln[1])

Aus Lübeck-Mecklenburg wurden für die nächste Saison wieder in die Bezirksklasse Schleswig-Holstein delegiert:
- Oldesloer SV 1902, (ab 18. August 1937 nach Fusion), als VfL Oldesloe
- Lübecker SV 1913
- TuS Schlutup 1907

## Abschlusstabelle

### Staffel West
| Pl. | Verein                       | Sp. | S  | U | N  | Tore    | Quote | Punkte |
| --- | ---------------------------- | --- | -- | - | -- | ------- | ----- | ------ |
| 1.  | FV Borussia 03 Gaarden (M)   | 18  | 13 | 2 | 3  | 062:230 | 2,70  | 28:80  |
| 2.  | KFV Kilia Kiel               | 18  | 11 | 4 | 3  | 055:230 | 2,39  | 26:10  |
| 3.  | SpVgg Fortuna Glückstadt (M) | 18  | 11 | 4 | 3  | 054:260 | 2,08  | 26:10  |
| 4.  | VfR Neumünster 1910          | 18  | 12 | 1 | 5  | 052:300 | 1,73  | 25:11  |
| 5.  | Preußen 09 Itzehoe           | 18  | 6  | 5 | 7  | 041:460 | 0,89  | 17:19  |
| 6.  | SC 1890 Friedrichsort        | 18  | 8  | 1 | 9  | 032:390 | 0,82  | 17:19  |
| 7.  | ETSV Eintracht 1910 Kiel     | 18  | 7  | 0 | 11 | 036:590 | 0,61  | 14:22  |
| 8.  | TSV Gut-Heil Neumünster      | 18  | 5  | 2 | 11 | 021:400 | 0,53  | 12:24  |
| 9.  | VfL SW Kellinghusen (N)      | 18  | 4  | 1 | 13 | 030:580 | 0,52  | 09:27  |
| 10. | SV Alemannia Wilster         | 18  | 2  | 2 | 14 | 023:620 | 0,37  | 06:30  |

| Legende |                                                               |
|         | Qualifikation für Aufstiegsrunde zur Gauliga Nordmark 1937/38 |
|         | Absteiger in die Kreisklassen                                 |
| (M)     | Titelverteidiger                                              |
| (N)     | Aufsteiger aus den Kreisklassen                               |

## Abschlusstabelle

### Staffel Ost
| Pl. | Verein                  | Sp. | S  | U | N  | Tore    | Quote | Punkte |
| --- | ----------------------- | --- | -- | - | -- | ------- | ----- | ------ |
| 1.  | 1. SV Schleswig 06 b    | 18  | 12 | 4 | 2  | 047:140 | 3,36  | 28:80  |
| 2.  | Flensburger SV 08 b     | 18  | 13 | 2 | 3  | 060:260 | 2,31  | 28:80  |
| 3.  | VfB Kiel 1910           | 18  | 10 | 4 | 4  | 057:150 | 3,80  | 24:12  |
| 4.  | TSV 1875 Gaarden (N)    | 18  | 9  | 5 | 4  | 054:280 | 1,93  | 23:13  |
| 5.  | VfB Union-Teutonia Kiel | 18  | 6  | 7 | 5  | 046:360 | 1,28  | 19:17  |
| 6.  | Rendsburger TSV 1859 a  | 18  | 6  | 5 | 7  | 033:430 | 0,77  | 17:19  |
| 7.  | SC Comet Kiel 1912      | 18  | 5  | 4 | 9  | 037:620 | 0,60  | 14:22  |
| 8.  | Husumer FV 1918         | 18  | 4  | 4 | 10 | 033:500 | 0,66  | 12:24  |
| 9.  | Preußen-Germania Kiel b | 18  | 4  | 3 | 11 | 033:620 | 0,53  | 11:25  |
| 10. | VfB Bordesholm 08       | 18  | 1  | 2 | 15 | 014:780 | 0,18  | 04:32  |

| Legende |                                                               |
|         | Qualifikation für Aufstiegsrunde zur Gauliga Nordmark 1937/38 |
|         | Absteiger in die Kreisklassen                                 |
| (N)     | Aufsteiger aus den Kreisklassen                               |

Entscheidungsspiele zur Ermittlung des Ost-Staffel-Meisters und Gauliga-Aufstiegsrunden-Qualifikanten: 

* Die Benennung des Ost-Staffel-Meisters durch das Gau-Fachamt Kiel, wurde in letzter Instanz am 6. Juni 1937 durch das Reichssportamt Berlin überstimmt und widerrufen. Die sportliche Entscheidung bestätigte dann aber Erstere im Nachhinein.
|                    | Ergebnis |                    |
| ------------------ | -------- | ------------------ |
| Flensburger SV 08  | 2:3      | 1. SV Schleswig 06 |
| 1. SV Schleswig 06 | 3:0      | Flensburger SV 08  |